# 俄式蜂蜜蛋糕

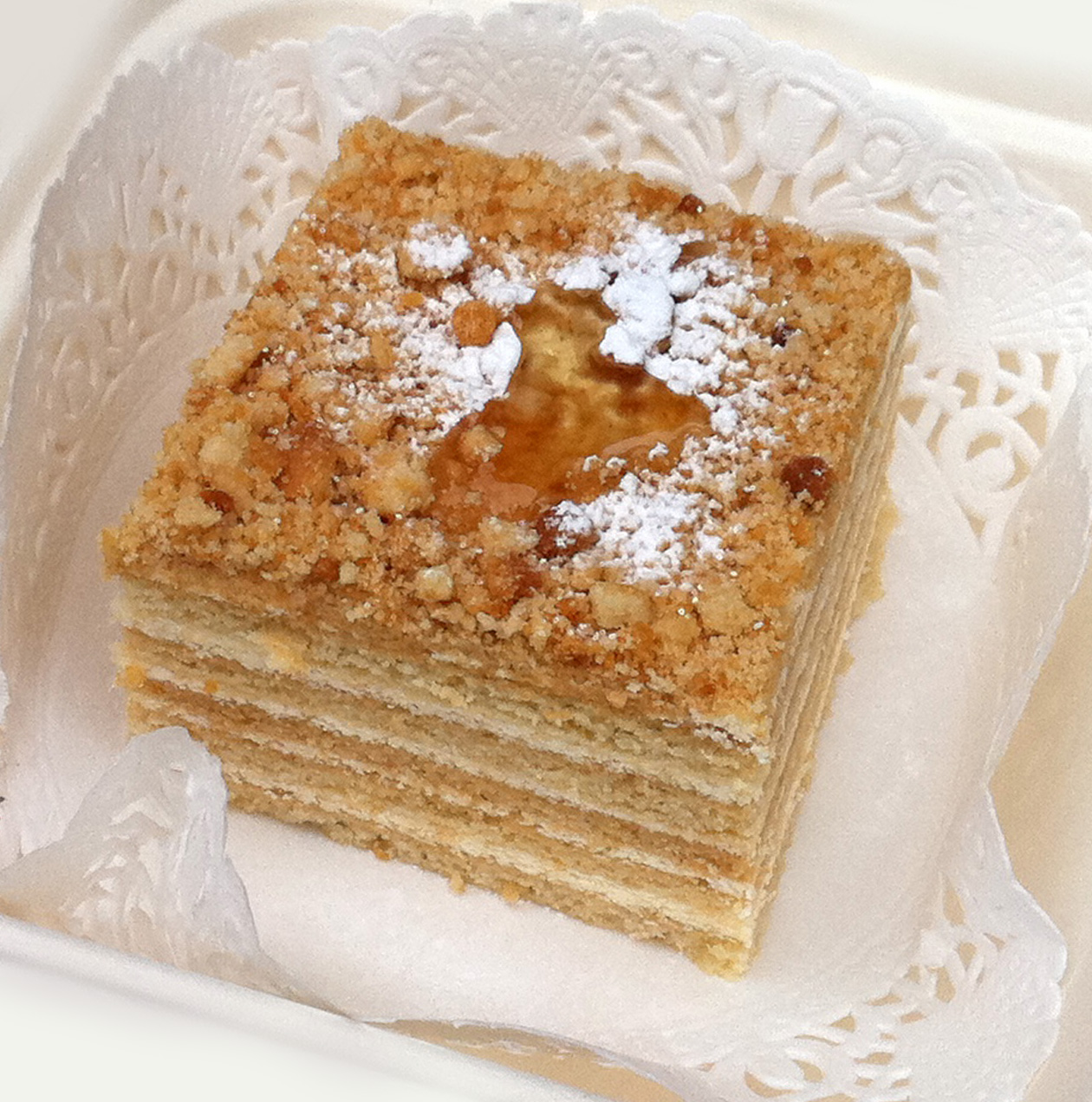
一件俄式蜂蜜蛋糕

俄式蜂蜜蛋糕（烏克蘭語）是一種流行於后蘇聯國家的多層蛋糕，主要成份為蜂蜜和煉奶。它以製作時間冗長見稱，在多層海綿蛋糕之間填入奶油餡料，並蓋上果仁。質地柔軟，具有焦糖般的味道。
根據傳統，這種蛋糕是18世紀時由一名年輕廚師發明，用以取悅伊麗莎白女皇。但這種蛋糕在20世紀之前少有提及，目前的版本在蘇聯時代才流行起來。